# WebOS
WebOS (ang. web operating system) – zaawansowany technologicznie skrypt dostępny z poziomu przeglądarki, imitujący wizualnie i fizycznie stacjonarny system operacyjny.
Koncepcją twórców WebOS-ów jest tworzenie małych, szybkich i wizualnie zbliżonych do stacjonarnych, mobilnych systemów operacyjnych, do których użytkownik zalogować może się praktycznie z każdego urządzenia mobilnego (takiego jak palmtop, laptop, telefon komórkowy).

## Historia
Projekt WebOS-ów powstał na Uniwersytecie Kalifornijskim w Berkeley, który następnie swoje badania przekazał Uniwersytetowi Duke'a.
Po kilku latach projekt stał się na tyle popularny, że w roku 1999 powstała pierwsza firma zajmująca się tworzeniem WebOS-ów – WebOS Inc (jeszcze w tym samym roku wykupiła prawa od Uniwersytetu Duke'a). Kolejnym posunięciem było przejęcie młodego, szwedzkiego programisty Fredrika Malmera – twórcy pierwszego internetowego środowiska graficznego. Z jego pomocą powstał pierwszy Internetowy system operacyjny (stworzony w technologii DHTML) HyperOffice.